# The Aquatic Games
The Aquatic Games is een videospel voor de platforms Commodore Amiga. Het spel werd uitgebracht in 1992.